# Пещера ку оасе
Пе́щера-ку-оа́се (Peştera cu Oase, „пещерата с кости“) е археологическа находка до град Анина, Румъния. Намира се в Карпатите над Дунав
В Пещера-ку-Оасе са намерени останки от кроманьонци, на около 35—42 хил. години които са най-близко до кръстоска с неандерталци.
Челюстта открита в пещерата е доста масивна и някои изследователи погрешно смятали за неандерталец. Анализът на ДНК на челюстта „Oase 1“, открита от спелеолозите през 2002 г., показва, че този мъж, който е живял преди 40 хиляди години, е имал неандерталски предци сред своите предшественици (в предишните 4-6 поколения) . Находката „Oase 1“ е с митохондриалната haplogroup N. „Oase 1“ първоначално е определена с Y хромозомната хаплогрупа F, но през 2016 г. групата на Poznik идентифицира низходящата Y хромозомна хаплогрупа K2a*, както при уст-ишимския човек.
Тийнейджърът Peshtera-ku-Oase 2 е много подобен на Dar es-Soltan II H5 от Мароко .